# Фроланн
Фроланн (норв. Froland) — коммуна в губернии Эуст-Агдер в Норвегии. Административный центр коммуны — город Фроланн. Официальный язык коммуны — нейтральный. Население коммуны на 2007 год составляло 4853 чел. Площадь коммуны Фроланн — 644,55 км², код-идентификатор — 0919.

## История населения коммуны
Население коммуны за последние 60 лет.

Статистика коммуны Фроланн